# Chomatobius euphorion
Chomatobius euphorion är en mångfotingart som först beskrevs av Crabill 1953.  Chomatobius euphorion ingår i släktet Chomatobius och familjen trädgårdsjordkrypare. Inga underarter finns listade i Catalogue of Life.